# Alfa Romeo 33 Stradale (2023)
O Alfa Romeo 33 Stradale é um carro esportivo fabricado pela fabricante de automóveis italiana Alfa Romeo. Revelado em 30 de agosto de 2023, o carro foi disponibilizado com duas opções de trem de força, um motor 690T V6 biturbo de 3,0 litros (que é um desenvolvimento do motor do Giulia Quadrifoglio) ou uma opção de trem de força totalmente elétrico.

## História

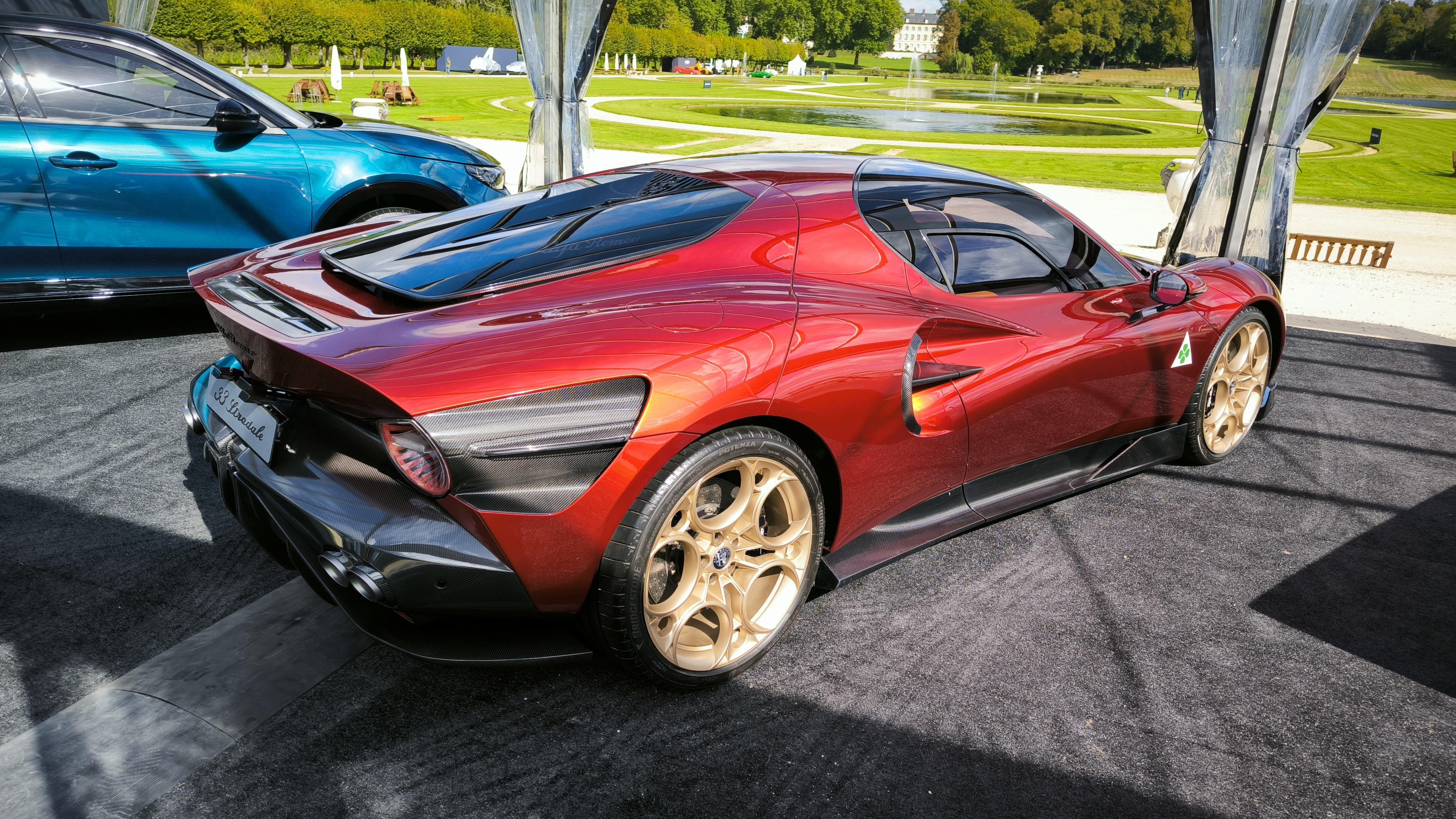
Alfa Romeo 33 Stradale (traseira)

O projeto começou a ser desenvolvido em junho de 2022 por iniciativa de Jean-Philippe Imparato, chefe da Alfa Romeo, pegando parte do seu trabalho de desenvolvimento de um projeto abandonado da Alfa Romeo que foi usado para desenvolver o Maserati MC20. O carro deve ser uma homenagem ao modelo original de 1967 e uma produção limitada de apenas 33 unidades deve começar em junho de 2024. Os carros serão produzidos pela empresa italiana de construção de carrocerias Touring Superleggera.